# Bezeichnungssysteme sowjetischer und russischer Kraftfahrzeuge
In der Sowjetunion kamen verschiedene Systeme zur Klassifizierung und Bezeichnung von Kraftfahrzeugen zur Anwendung.
Das gegenwärtig immer noch genutzte System basiert auf dem Standard ON 025270-66 (ОН 025270-66) und wurde 1966 eingeführt. Nach ihm werden leichte Kraftfahrzeuge hauptsächlich nach dem Hubraum des Motors, Lastkraftwagen nach ihrem Gesamtgewicht und Autobusse nach ihrer Länge  klassifiziert. Das System hat auch im heutigen Russland noch offiziellen Charakter und wird von der Mehrzahl der Fahrzeughersteller benutzt. Es dient auch als Bemessungsgrundlage für die Kfz-Steuer.

## Klassifizierungssystem 1945 bis 1966
Ein erstes Klassifizierungssystem wurde 1945 eingeführt und 1966 durch das neue Klassifizierungssystem abgelöst. Zu diesem Zeitpunkt produzierte Fahrzeuge wie der GAZ-24 behielten ihre Nummer nach dem alten Klassifizierungssystem.
Die Bezeichnung von Kraftfahrzeugen setzte sich nach diesem System aus einer Buchstabenkombination für den Hersteller und einer zwei- oder dreistelligen Nummer zusammen. Dabei wurde jedem Hersteller ein Nummernblock zugewiesen, innerhalb dieses Blockes wurden die Entwicklungen fortlaufend nummeriert.
Durch Neugründungen von Herstellern zwischen 1945 und 1966 mussten die zugewiesenen Nummernbereiche aufgeteilt werden. Nummernbereiche von Herstellern, die die Fahrzeugproduktion einstellten, wurden anderen Werken zugeordnet.
Bei Übergabe der Serienproduktion von einem Herstellerwerk zu einem anderen blieb meist die Nummerngruppe erhalten, es änderte sich nur die Buchstabengruppe. So führten der MAZ-200 und der MAZ-205 eine Nummer aus der Gruppe des Jaroslawski Awtomobilny Sawod, da sie dort entwickelt worden waren. Der GAZ-69 wurde mit Übergabe der Produktion an das Uljanowski Awtomobilny Sawod zum UAZ-69 und der Bus GZA-651 wurde auch als RAF-651 in der Rischskaja Awtobusnaja Fabrika gebaut. Letztere nutzte auch für Neuentwicklungen noch bis in die späten 1950er-Jahre nicht-normgerechte Bezeichnungen, z. B. für den Kleinbus RAF-10 oder den Minibus RAF-251.
| Buchstabengruppe                            | Nummerngruppe | Hersteller | Beispiel                  |
| ------------------------------------------- | ------------- | --- | ------------------------- |
| GAZ (ГАЗ)                                   | 1 – 99        | Gorkowski Awtomobilny Sawod                                                                                                 | GAZ-14                    |
| ZIS (ЗИС) ZIL (ЗИЛ)                         | 100 – 199     | Sawod imeni Stalina, 1956 umbenannt in Sawod imeni Lichatschowa                                                             | ZIS-101 ZIL-130           |
| JaAZ (ЯАЗ)                                  | 200 – 249     | Jaroslawski Awtomobilny Sawod, Fertigung später an Krementschugski Awtomobilny Sawod und Minski Awtomobilny Sawod übergeben | JaAZ-210 KrAZ-214 MAZ-200 |
| NAS (НАЗ) KrAZ (КрАЗ)                       | 250 – 299     | Nowosibirski Awtomobilny Sawod bis 1949, Nummern später an Krementschugski Awtomobilny Sawod übergegangen                   | NAZ-253 KrAZ-255          |
| Ural (Урал)                                 | 350 – 399     | Uralski Awtomobilny Sawod imeni Stalina, 1962 umbenannt in Uralski Awtomobilny Sawod                                        | UralZIS-355M Ural-375     |
| ZMA, MZMA, AZLK (ЗМА, МЗМА, АЗЛК) Isch (Иж) | 400 – 449     | Awtomobilny sawod imeni Leninskowo komsomola, Ischewski Maschinostroitelny Sawod                                            | Moskwitsch-410            |
| UAZ (УАЗ)                                   | 450 – 484     | Uljanowski Awtomobilny Sawod                                                                                                | UAZ-469                   |
| DAZ (ДАЗ)                                   | 485 – 499     | Dnepropetrowski Awtomobilny Sawod                                                                                           | DAZ-485                   |
| MAZ (МАЗ) BelAZ (БелАЗ)                     | 500 – 549     | Minski Awtomobilny Sawod, Belorusski Awtomobilny Sawod                                                                      | MAZ-500 BelAZ-540         |
| MMZ (ЗИЛ-ММЗ)                               | 550 – 599     | Mytischtschinski Maschinostroitelny Sawod                                                                                   | ZIL-MMZ-555               |
| KAZ (КАЗ)                                   | 600 – 649     | Kutaisski Awtomobilny Sawod                                                                                                 | KAZ-608                   |
| GZA (ГЗА) PAZ (ПАЗ) KAwZ (КАвЗ)             | 650 – 674     | Gorkowski Awtobusny Sawod später vom Pawlowski Awtobusny Sawod und Kurganski Awtobusny Sawod übernommen                     | GZA-651 PAZ-652 KAwZ-663  |
| LiAZ (ЛиАЗ)                                 | 675 – 694     | Likinski Awtobusny Sawod | LiAZ-677                  |
| LAZ (ЛАЗ)                                   | 695 – 699     | Lwowski Awtobusny Sawod | LAZ-695                   |
| JerAZ (ЕрАЗ)                                | 700 – 899     | Jerewanski Awtomobilny Sawod sowie Anhänger aus diversen Automobil- und Reparaturwerken                                     | JerAZ-762 OdAZ-885        |
| ART (АРТ)                                   | 940 – 949     | Tartuski Awtoremontny Sawod                                                                                                 | TA-942                    |
| SAZ (ЗАЗ) LuAZ (ЛуАЗ)                       | 965 – 974     | Saporoschski Awtomobilestroitelny Sawod, Luzki Awtomobilny Sawod                                                            | SAS-965 LuAZ-967          |
| RAF (РАФ)                                   | 975 – 999     | Rischskaja Awtobusnaja Fabrika                                                                                              | RAF-977                   |

Den nicht belegten Bereich zwischen 300 und 349 nutzte das Uljanowski Awtomobilny Sawod zwischen 1947 und 1952 für eine Reihe von Prototypen leichter Lastwagen (UAZ-300, UAZ-302 usw.), die aber nicht in Serie gingen. Ob dies von der staatlichen Planung vorgesehen war und warum der Ziffernbereich nicht erneut vergeben wurde, ist unbekannt.

## Klassifizierungssystem ab 1966
Das Klassifizierungssystem von 1966 wird auch noch in der heutigen russischen Kraftfahrzeugindustrie genutzt, obwohl es nicht alle Hersteller in vollem Umfange anwenden.
Das System besteht aus einer Buchstabengruppe für das Herstellerwerk und einer vier- bis sechsstelligen Zifferngruppe.

### Erste Ziffer
Die Bedeutung der ersten Ziffer ist für Pkw, Lkw und Busse unterschiedlich.
Für Pkw bedeutet die erste Ziffer:
| Ziffer | Klasse         | Gruppe | Hubraum in cm³     | Leergewicht in kg  | Beispiele |
| ------ | -------------- | ------ | ------------------ | ------------------ | --------- |
| 1      | Kleinstwagen   | 1      | bis 849            | bis 649            | WAZ-1111  |
| 1      | Kleinstwagen   | 2      | 850…1099           | 650…799            | SAS-1102  |
| 2      | Kleinwagen     | 1      | 1100…1299          | 800…899            | WAZ-2101  |
| 2      | Kleinwagen     | 2      | 1300…1499          | 900…1049           | WAZ-2103  |
| 2      | Kleinwagen     | 3      | 1500…1799          | 1050…1149          | WAZ-2106  |
| 3      | Mittelklasse   | 1      | 1800…2499          | 1150…1299          |           |
| 3      | Mittelklasse   | 2      | 2500…3499          | 1300…1499          | GAZ-3102  |
| 4      | Oberklasse     | 1      | 3500…4999          | 1500…1899          |           |
| 4      | Oberklasse     | 2      | 5000 und größer    | 1900 und größer    | ZIL-4104  |
| 5      | oberste Klasse | –      | keine Festlegungen | keine Festlegungen |           |

Für Lastkraftwagen gibt die erste Ziffer das zulässige Gesamtgewicht an:
| Ziffer | Gesamtgewicht, kg |
| ------ | ----------------- |
| 1      | kleiner 1200      |
| 2      | 1200 – 2000       |
| 3      | 2000 – 8000       |
| 4      | 8000 – 14.000     |
| 5      | 14.000 – 20.000   |
| 6      | 20.000 – 40.000   |
| 7      | größer 40.000     |

Für Busse gibt die erste Ziffer die Fahrzeuglänge an:
| Ziffer | Länge, m    |
| ------ | ----------- |
| 2      | kleiner 5,5 |
| 3      | 6 – 7,5     |
| 4      | 8 – 9,5     |
| 5      | 10,5 – 12   |
| 6      | länger 16   |

### Zweite Ziffer
Die zweite Ziffer gibt die Art des Transportmittels an:
| Ziffer | Art                |
| ------ | ------------------ |
| 1      | Personenkraftwagen |
| 2      | Autobus            |
| 3      | Lastkraftwagen     |
| 4      | Zugmaschine        |
| 5      | Kipper             |
| 6      | Tankwagen          |
| 7      | Kofferaufbau       |
| 8      | -                  |
| 9      | Spezialfahrzeug    |

### Dritte, vierte und fünfte Ziffer
Die dritte und vierte Ziffer wurden vom Herstellerwerk zur Unterscheidung der verschiedenen Fahrzeugmodelle vergeben. Eine fünfte Ziffer wurde für Modifikationen des ursprünglichen Modells vergeben, sofern solche produziert wurden.

### Sechste Ziffer
Die sechste Ziffer dient vor allem zur Kennzeichnung von Exportvarianten:
| Ziffer | Bedeutung                                    |
| ------ | -------------------------------------------- |
| 1      | Exportausführung für kalte Klimazonen        |
| 4      | Exportausführung für Länder mit Linksverkehr |
| 6      | Exportausführung für gemäßigte Klimazonen    |
| 7      | Exportausführung für tropische Klimazonen    |
| 8,9    | andere Exportausführungen                    |

### Beispiele
WAZ-21063: Hersteller Wolschski Awtomobilny Sawod (WAZ), Kleinwagen mit einem Hubraum von  1200 cm³ bis 1800 cm³ (2), Personenkraftwagen (1), sechstes Modell (06), dritte Modifikation (3).
Ural-4320: Hersteller Uralski Awtomobilny Sawod (Ural), zulässiges Gesamtgewicht 8000 – 14.000 kg (4), Lastkraftwagen (3), zwanzigstes Modell (20)
MAZ-5335: Hersteller Minski Awtomobilny Sawod (MAZ), zulässiges Gesamtgewicht 14.000 – 20.000 kg (5), Lastkraftwagen (3), fünfunddreißigstes Modell (35)
MAZ-53352: Hersteller Minski Awtomobilny Sawod (MAZ), zulässiges Gesamtgewicht 14.000 – 20.000 kg (5), Lastkraftwagen (3), fünfunddreißigstes Modell (35), zweite Modifikation (2)
MAZ-5428: Hersteller Minski Awtomobilny Sawod (MAZ), zulässiges Gesamtgewicht 14.000 – 20.000 kg (5), Sattelzugmaschine (4), achtundzwanzigstes Modell (28)
MAZ-5549 Hersteller Minski Awtomobilny Sawod (MAZ), zulässiges Gesamtgewicht 14.000 – 20.000 kg (5), Muldenkipper (5), neunundvierzigstes Modell (49)
KamAZ-5320: Hersteller Kamski Awtomobilny Sawod (KamAZ), zulässiges Gesamtgewicht 14.000 – 20.000 kg (5),  Lastkraftwagen (3), zwanzigstes Modell (20)
Das Wolschski Awtomobilny Sawod ist teilweise von diesem Klassifizierungsschema abgewichen. So wurden die Modelle des Lada Kalina als WAZ-1117, WAZ−1118 und  WAZ−1119 bezeichnet, obwohl sie mit Motoren von 1400 bis 1600 cm³ ausgerüstet sind. Nach obigen Schema kennzeichnet die erste Ziffer "1" jedoch Pkw mit einem Hubraum von maximal 799 cm³. Mit Einführung des Lada Kalina 2 wurden die Bezeichnungen jedoch wieder dem Standard angepasst, der Nachfolger des WAZ-1117 trägt die Bezeichnung WAZ-2194, der des WAZ-1119 die Bezeichnung WAZ-2192.